# La Acebeda
La Acebeda város Spanyolországban, Madrid tartomány tartományban. Lakosainak száma 65.

## Földrajza
La Acebeda Madrid tartomány tartományban fekszik; határos  településekkel.